# كلية الهادي الجامعة
كلية الهادي الجامعة هي جامعة أهلية تقع في مدينة بغداد في العراق.

## الأقسام
تضم الكلية 9 أقسم :
- اللغة العربية
- علم النفس
- الإدارة التربوية
- التمريض
- طب الأسنان
- تقنيات التحليلات المرضية
- التقنيات المالية
- المحاسبية
- هندسة تقنيات الأجهزة الطبية
- هندسة العمارة
- تقنيات التخدير

قسم الاشعه والسونار